# Morales (Cauca)
Morales é um município da Colômbia, localizado no departamento de Cauca.